# Antonio Carpino
Antonio Carpino (Mariglianella, 3 novembre 1928 – Roma, 26 settembre 1987) è stato un avvocato e politico italiano.

## Biografia
Esponente del Partito Socialista Italiano. Consigliere comunale, vicesindaco di Napoli nelle giunte di sinistra, Carpino si candidò la prima volta alle elezioni politiche del giugno 1979 nella circoscrizione di Napoli-Caserta, risultando il primo dei non eletti. Circa tre mesi dopo subentrò a Montecitorio a Luigi Buccico e fu riconfermato deputato nella successiva legislatura.
Assunse anche incarichi di governo, fu sottosegretario di Stato alle Finanze nel quinto governo Fanfani, nell'ottava legislatura. Fu successivamente nominato sottosegretario al ministero di Grazia e giustizia nel primo governo Craxi.